# Amarok (EP)
Amarok ist eine 2000 von No Colours Records veröffentlichte EP des deutschen Extreme-Metal-Projektes Nargaroth. Es handelt sich laut Eigenaussage auf der Hülle um keinen Tonträger mit neuem Material, sondern um älteres Material aus den Demozeiten, das nun erstmals veröffentlicht wird. Kanwulf selbst gibt an, dass es „aus heutiger Sicht eine nicht zwingend notwendige Veröffentlichung“ war und dass einige Lieder besser in ein Konzeptalbum integriert werden hätten sollen, „wodurch sie stärker zur Geltung gekommen wären und nicht auf einem Patchwork-Release der Aufmerksamkeit entgehen, die ihnen zuteil werden sollte“.
Das Cover selbst zeigt Kanwulf mit einem brennenden T-Shirt auf einem Stock, wobei jedoch bei der Pressung das falsche Bild als Cover verwendet wurde. Das eigentlich als Cover gedachte Bild – welches ein ähnliches Motiv enthält, auf dem man Kanwulfs Gesicht besser erkennt – findet sich auf der Rückseite des Booklets.

## Titelliste
1. Herbstleyd (8:45)
2. Black Spell of Destruction (6:25)
3. Shall We Begin, (5:57)
4. Into the Void, (8:54)
5. Amarok – Zorn des Lammes (Part II) (22:37)
6. As the Stars Took Me with ’Em (19:49)

## Inhalt
Bei dem Lied Herbstleyd handelt es sich um eine alternative Version, die von der Testversion stammt und sich von der Version auf dem Herbstleyd-Album vor allem darin unterscheidet, dass das Lied sofort beginnt und nicht noch ein Intro mit einer weiblichen Stimme darin enthalten ist. Black Spell of Destruction ist eine Coverversion des norwegischen Ein-Mann-Projektes Burzum, womit Kanwulf nach eigenen Angaben sein Gefühl tiefer Verbundenheit zu Varg Vikernes zum Ausdruck bringen möchte. Das Lied beginnt Kanwulf mit einem für ihn ungewöhnlich hohem und grellen Schrei, der auf dem Original von Burzum nicht vorhanden ist.
Shall We Begin und Into the Void stammen vom Herbstleyd-Demo und wurden lediglich für die Veröffentlichung noch einmal remastert. Bei den letzten beiden Liedern wird angegeben, dass es sich um bisher unveröffentlichte alte Studio-Tracks handelt, die allen wahren Nargaroth-Fans gewidmet seien. Bei As the Stars Took Me with ’Em wird zusätzlich noch angegeben, dass es sich bei dem Lied um den zweiten Teil von (Escape) Through the Gates to the Stars vom Orke-Demo handelt.
Thematisch entspricht das Material dem Herbstleyd-Album; das Lied Shall We Begin stellt eine Glorifizierung des Black Metals dar, was sich in Sätzen wie „Black Metal will be the emperor of human fears“ oder „Shall we begin that Black Metal rules the earth“ ausdrückt. Der zweite Amarok-Teil hingegen enthält – wie schon der erste – eine erzählte Geschichte, die mit einer Frau, die von den Sternen kam, beginnt und in ihrer Art einem Märchen ähnelt. Die Musik dazu ist in den ersten fünf Minuten daher auch ruhiger und melodischer gehalten, im Hintergrund ist an manchen Stellen Wolfsgeheul zu vernehmen. Im Gegensatz zum ersten Teil wird die Handlung jedoch nicht vorgelesen, der Anfang des Liedes ist diesmal bis auf ein paar Worte zu Beginn rein instrumental gehalten, der danach folgenden Text zum Gesang Kanwulfs ist nicht weiter abgedruckt und es sind am Ende Pfeiflaute zu hören. Der dritte und letzte Teil des Amarok-Zyklus findet sich dann ein Jahr später auf dem Album Black Metal ist Krieg.